# Quadrans Vetus

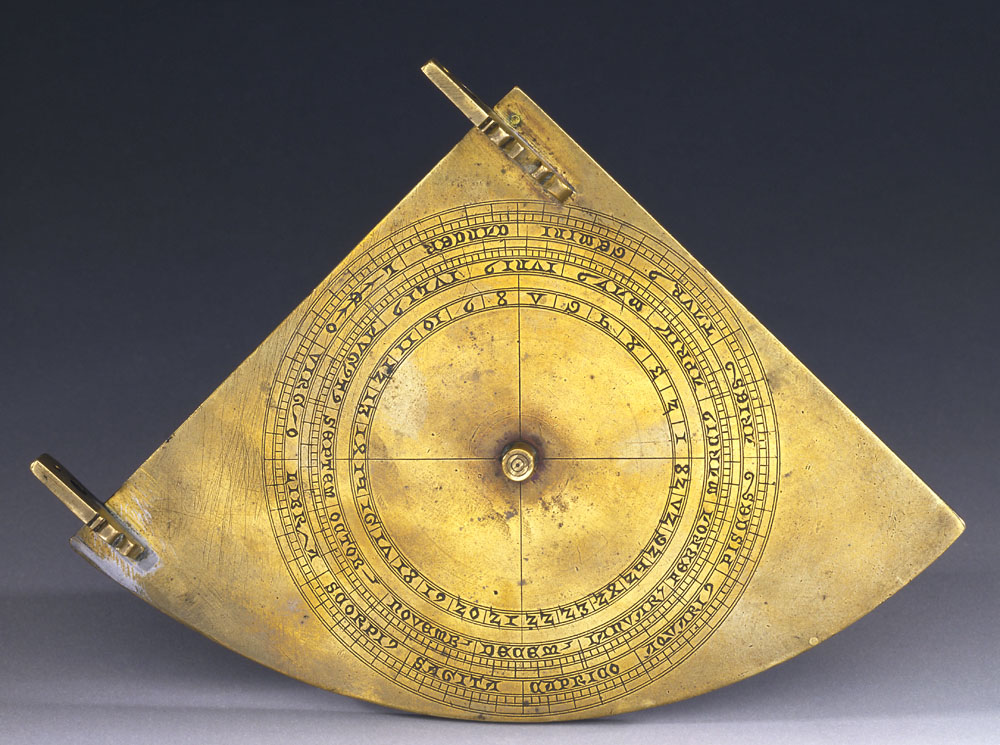
Fronte del Quadrans Vetus al Museo Galileo, Firenze.

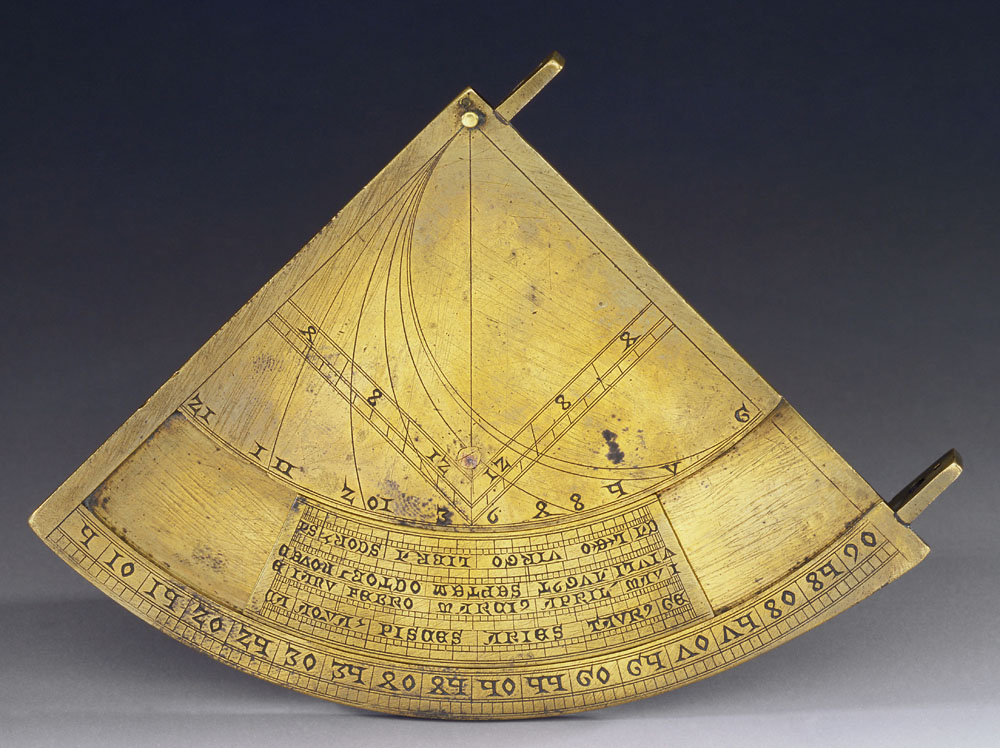
Retro del Quadrans Vetus al Museo Galileo, Firenze.

Il Quadrans Vetus è uno strumento astronomico medievale.
Noto come quadrans vetus, questo quadrante, proveniente dalle collezioni medicee del Museo Galileo di Firenze, è uno dei tre quadranti superstiti medievali di questo tipo (gli altri sono uno al Museo di Storia della Scienza di Oxford, l'altro al British Museum di Londra). Presenta due traguardi su uno dei lati dritti. Sulla faccia recta si trovano il quadrato delle ombre, le linee orarie e un cursore zodiacale mobile nella sua guida, da posizionare secondo la latitudine desiderata; nel verso è inciso il calendario zodiacale. Lo strumento presenta caratteri gotici. Destinato a misurare altezze, distanze e profondità, lo strumento poteva essere impiegato anche come orologio solare universale. Un quadrante molto simile è documentato in un disegno di Antonio da Sangallo il Giovane (c. 1520?) conservato presso il Gabinetto dei disegni e delle stampe degli Uffizi.